# Зварич Наталя Володимирівна
Зварич Наталя Володимирівна (нар. 31 серпня 1925, село Івашківці, зараз Шаргородського району Вінницької області — 28 травня 2008, село Івашківці, зараз Шаргородського району Вінницької області) — ланкова колгоспу «Праця» Шаргородського району Вінницької області. Герой Соціалістичної Праці (16.02.1948).